# Emergia
Emergia segundo Odum em 1998 (Emergy Evaluation, in "Advances in Energy Studies: Energy Flows in Ecology and Economy"):
"É toda energia necessária para um ecossistema produzir um recurso (energia, material, serviço da natureza, serviço humano)."
É utilizado como sinônimo de Energia incorporada" ou também de "memória energética". O índice de emergia de um sistema pode ser calculado para avaliar a real sustentabilidade deste meio. A ciência econômica não consegue estimar, por exemplo, os recursos energéticos da biosfera. Então é necessário mensurar com abordagens ecológicas e energéticas para que se compreenda a real economia do planeta. Então, citando Brown em 1998 (Environmental accounting: Emergy Perspectives on Sustainability):
"A emergia é a energia que a biosfera investe para produzir seus bens e serviços (incluindo os bens e serviços da sociedade)."
Ou, de acordo com Enrique Ortega (FEA/UNICAMP):
"Emergia é o valor biosférico dos recursos da Terra".
Então o balanço de emergia é (segundo Ortega): "A contabilidade ambiental, econômica e social dos sistemas, considerando a energia contida nas diferentes contribuições que o sistema recebe". É assim uma ferramenta utilizada para calcular a eficiência do sistema através da Transformidade. Utiliza desta forma princípios da termodinâmica.
Emergia é a energia útil (exergia) de um determinado tipo que é utilizada diretamente e indiretamente nas transformações necessárias para gerar um produto ou serviço. A Emergia tem uma consideração, e um efeito, as qualidades das diferentes formas de energia. Emergia é a expressão para toda a energia utilizada nos processos que geram um produto ou serviço em unidades de um tipo particular de energia. A unidade de emergia é Joule, unidade que se refere à energia útil de um tipo consumido das transformações. A Emergia leva em conta diferentes formas de energia e recursos (como luz solar, água, combustíveis fosses, minerais, etc.). Cada uma dessas formas é gerada pelos processos de transformação da natureza e tem uma determinada capacidade para realizar trabalho, tanto em sistemas naturais quanto humanos. O reconhecimento dessas diferenças em “qualidade” é o conceito chave na metodologia emergética.

## História
A base teórica e conceitual da metodologia emergética se encontra na termodinâmica, na Teoria de geral de Sistemas  e na Ecologia de Sistemas. A Teoria Emergética começou a ser discutida há 30 anos por meio da publicação do livro de H. T. Odum Environmental Accounting H.T Odum  e do livro Maximum Power editado por C.ªS. Hall.  No começo dos anos 50, Odum reconheceu os princípios da qualidade de energia como conseqüências de suas pesquisas e simulação de modelos de ecossistemas de seres humanos e natureza (por exemplo, Silver Springs, Florida; Eniwetok Atoll no pacifico sul; Galveston Bay, Texas  E Puerto Rico rainforests, entre outros) onde energias de diferentes formas e escalas foram observadas. Suas pesquisas sobre os fluxos de energia em ecossistemas e as diferenças no potencial de trabalho da luz solar, correntes de água doce, os ventos, as correntes oceânicas e mesmo os combustíveis fósseis colocaram em evidência que duas ou mais fontes de energia da unidade do sistema não podem ser adicionadas sem primeiro converter-las em uma medida comum que leve em conta tanto sua quantidade quanto sua qualidade.
Esta consideração conduziu ao conceito de energia de um determinado tipo como um denominador comum com o nome de custo energético. O primeiro reconhecimento formal da qualidade de energia foi no livro de Odum Environment Power and Society 
 No começo do século passado, o homem começou a desenvolver toda uma base emergética nova sobre o uso de carvão, petróleo e outras fontes de energia para complementar a energia solar. Grandes quantidades de energia cuja acumulação foi o trabalho de milhares de milhões de hectares de energia solar, tornaram-se fontes de energia disponíveis para a utilização pelo homem.
A primeira declaração formal que posteriormente se chamaria de Emergia aconteceu em 1973:
 Energia é medida em calorias, btu, kWh, e outras unidades não possíveis de converter, mas a energia tem uma escala de qualidade que não é indicado por essas medidas. A capacidade de realizar o trabalho pelo homem depende da qualidade e da quantidade de energia e esta é medida pela quantidade de energia de uma menor qualidade necessária para desenvolver energia de maior qualidade. A escala de energia vai desde a energia solar diluída destinada a produção primária, o carvão, do carvão ao petróleo, a eletricidade até os esforços de processamento e computação humana.
Parece que a primeira avaliação quantitativa da qualidade da energia aconteceu em 1975, no discurso de aceitação do Prêmio “Institute de La Vie” em Paris, que continha uma tabela de "fatores de qualidade de energia", ou quilocalorias (Kcal) de energia solar necessária para produzir uma quilocaloria (Kcal) de uma energia de melhor qualidade. Esta foi a primeira menção do princípio da hierarquia de energia, que afirmou que "a qualidade da energia é medida pela energia utilizada nas transformações" de um tipo de energia para o próximo. Estes fatores de qualidade de energia foram colocados em uma base de combustíveis fósseis e foram chamados de “equivalentes de trabalho-combustível fóssil” ("Fossil Fuel Work Equivalents (FFWE)”) e a qualidade das energias foram medidos segundo uma equivalência aproximada de 1 Kcal de combustíveis fósseis equivale a 2.000 Kcal de luz solar. Os "fatores de qualidade de energia" foram calculados através da avaliação da quantidade de energia usada em um processo de transformação para dar lugar a uma nova forma de energia e que depois foi utilizada para converter novas formas de energia para uma forma comum, neste caso “equivalentes de trabalho-combustível fóssil (EFWE)”. Esta nova forma (EFWE) foi substituída em 1977 por Carvão Equivalente (CE), depois o sistema de avaliação da qualidade foi colocado finalmente em uma base solar denominado equivalentes solar (SE).
O termo "energia incorporada" foi usado pela primeira vez no início dos anos 80 para se referir as diferenças de qualidade de energia em termos dos seus custos de produção, e a um fator chamado de “fator qualidade" para calorias (ou joules) de um tipo de energia requerida para gerar outra.  No entanto, uma vez que o termo “energia incorporada” já era utilizado por outros grupos para avaliar a energia fóssil necessária para gerar produtos e não se incluía todas as energias nem está relacionado com a qualidade de energia, o termo “energia incorporada” foi abandonado e deu lugar a denominação "caloria solar incorporada" que depois se modificou para "fator de transformação". Este último foi completamente abandonado em 1986 quando David Scienceman, pesquisador visitante da Universidade da Flórida, da Austrália, sugeriu que o termo “emergia” e "emjoule" ou "emcaloria" como a unidade de medida para distinguir unidades de emergia das unidades de energia útil. Ao mesmo tempo, o termo “razão de transformação“ foi encurtado para ”transformidade”. É importante observar que ao longo desses vinte anos, a base de referência para avaliar as formas de energia e recursos passou de matéria orgânica, para os combustíveis fósseis e, finalmente, para energia solar.
Entre 1986 e hoje, a metodologia emergética tem continuado a se desenvolver a medida que a comunidade científica tem se expandido e o aparecimento de novas aplicações da metodologia em sistemas combinados homem-natureza apresentando assim novas questões conceituais e teóricas. O amadurecimento da metodologia emergética está resultando em definições conceituais e nomenclaturas mais rigorosas e um refinamento dos métodos de cálculo das transformidades. Atualmente, existe uma International Society for the Advancement of Emergy Research e a bienal International Conference realizada todo ano no campus da Universidade da Flórida.
A tabela a seguir mostra uma cronologia da evolução da metodologia emergética e a sua nomenclatura.
| Anos         | Base contável | Valor unitário emergético | Unidades                                                                                      | Referência    |
| ------------ | --- | --- | --------------------------------------------------------------------------------------------- | ------------- |
| 1967–1971    | Base contábil da matéria orgânica. Todas as energias de maior qualidade (madeira, carbono, petróleo, biomassa viva, etc.) se expressam em unidades de matéria orgânica.                                                            | O equivalente solar da matéria orgânica era = 1000 kcal por kcal de matéria orgânica.                                                           | Peso seco de M.O. em g.; kcal, conversão de M.O. a kcal = 5 kcal/g peso seco.                 | [ 9 ] [ 10 ]  |
| 1973–1980    | Base contábil: combustíveis fósseis e carbono. A energia de maior qualidade (luz solar, plantas, madeira, etc.) se expressa em unidades de combustível fóssil e mais tarde em equivalentes de carbono.                             | A equivalência entre a luz solar direta e os combustíveis fósseis era = 2000 quilocalorias de luz solar por quilocaloria de combustível fóssil. | Equivalente de trabalho-combustível fóssil (FFWE) e mais tarde, equivalentes de carbono (CE)  | [ 15 ] [ 16 ] |
| 1980–1982    | Base contável a partir da energia solar global. Todas as energias de maior qualidade (vento, chuva, onda, matéria orgânica, madeira, combustível fóssil, etc.) se expressam em unidades de energia solar.                          | 6800 Calorias globais solares por Caloria de energia útil em carbono                                                                            | Caloria solar global (GSE).                                                                   | [ 3 ] [ 17 ]  |
| 1983–1986    | Reconhecimento de que a energia solar, o calor e a terra, e o impulso das marés são base para os processos globais. O total de energia global é a soma dessas fontes (9,44 E+24 J solares/ano)                                     | A quantidade de Joules solares incorporados por unidade de combustível fóssil = 40000 seJ/J                                                     | Equivalentes de energia solar incorporada (SEJ), mais tarde denominada de emergia solar (seJ) | [ 18 ]        |
| 1987–2000    | Maioria da base contábil do total da energia que dirige os processos globais, energia solar incorporada denominada como EMERGIA | Emergia solar por Joule de energia de carbono ~ 40000 emJoule solares/Joule (seJ/J), denominada Transformidade                                  | SeJ/J = Transformidade; seJ/g = Emergia específica                                            | [ 1 ]         |
| 2000–present | Novo calculo da energia que dirige a biosfera = 15,83E+24 seJ/ano elevado ao valor previamente calculado em todas as transformações por um fator de 15,83/9,44 = 1,68 Emergia solar por Joule de energia de carbono ~6,7 E+4 seJ/J | seJ/J = Transformidade, seJ/g = Emergia específica                                                                                              | [ 19 ]                                                                                        |               |

## Definições e exemplos
A seguir estão às definições dos termos mais importantes utilizados na metodologia emergética.
Emergia é a energia disponível de uma determinada forma usada em transformações diretas ou indiretas, para gerar um determinado produto ou serviço. A unidade de emergia é emjoule ou Joule emergético. Usando a emergia, a luz solar, os combustíveis, a eletricidade e os serviços humanos podem ser colocados em uma base comum, expressando cada uma em emjoules de energia solar que cada um requer para serem produzidos. Se a emergia solar é a base contável, então os resultados serão emjoules solar (abreviado seJ). Apesar de outras linhas de base serem utilizadas, tais como carvão ou emjoules elétrica, a maior parte dos dados de energia estão calculados em emjoules solar.
Valores Unitários Emergéticos (UEVs)  são calculados com base na emergia necessária para gerar uma unidade de produção a partir de um processo. Existem vários tipos de UEVs, tais como:
Transformidade  - a quantidade de emergia introduzida por unidade de energia disponível gerada. Por exemplo, se 10 mil emjoules solar são necessárias para gerar um joule de madeira, logo, a transformidade solar da madeira é de 10 mil emjoules solar por joule (seJ / J). A transformidade de a luz solar absorvida pela Terra é de 1,0 por definição.
Emergia específica - a emergia por unidade de produção de massa gerada. A emergia específica é geralmente expressa em emergia solar por grama (seJ / g). Os recursos materiais podem ser melhor avaliadas com dados sobre a base de emergia por unidade de massa. Pois é necessário energia para concentrar os materiais, o valor da unidade de emergia de qualquer substância aumenta com a concentração. Os elementos e os compostos não abundantes na natureza, portanto, têm maior razão emergia / massa quando são encontrados na forma concentrada desde que seja necessário mais trabalho ambiental para concentrá-los, tanto espacialmente como do ponto de vista e químico.
Emergia por unidade monetária - energia necessária para a geração de uma unidade de produto econômico (expresso em moeda corrente). Ele é utilizado para converter pagamentos de dinheiro em unidades de emergia. Como o dinheiro é pago a pessoas por seus serviços e não para o ambiente, a contribuição de um pagamento monetário a um processo é a emergia que as pessoas podem comprar com o dinheiro ao qual se refere o pagamento. A quantidade de recursos que o dinheiro compra depende da quantidade de emergia que suporta a economia e a quantidade de dinheiro em circulação. A relação média de emergia / dinheiro expressa em emjoules / unidade monetária pode ser calculado dividindo-se o uso total de emergia de um estado ou nação pelo seu produto interno bruto. Esta relação varia conforme o país e descreve anualmente o que se entende como índice da inflação. Esta emergia / dinheiro é útil para avaliar a participação dos serviços prestados no sistema e é normalmente utilizada quando o salário médio é adequado.
Emergia por unidade de trabalho-  é a quantidade de emergia necessária para manter uma unidade de trabalho diretamente utilizada no processo. Os trabalhadores realizam um trabalho em um processo de tal modo que indiretamente investe no processo toda a emergia que é possível nesse trabalho (alimentação, treinamento, transporte, etc.). Esta intensidade emergética é geralmente expressa em emergia por tempo (seJ / ano; seJ / horas), mas também pode ser utilizada a emergia por dinheiro ganhado (seJ / unidade monetária). O trabalho indireto necessário para produzir e fornecer os insumos para um processo é geralmente medido como o custo monetário do serviço, isto é, a intensidade emergética que é calculado como seJ / unidade monetária.
'Potência emergética é um fluxo de emergia (isto é, emergia por unidade de tempo). Os fluxos de emergia são normalmente expressos em unidades de potencia solar emergética (emjoules solar por hora, seJ /s, seJ / ano).

## Nomenclatura Emergética
Para evitar confusões com outras formas de análise e definir rigorosamente os conceitos, foi desenvolvido uma nomenclatura emergética que define os termos, unidades e relações utilizadas nas avaliações de emergia. A tabela a seguir mostra os termos, abreviaturas e definições relacionadas com as unidades de emergia, sintetizados a partir da literatura existente.

Índice de Sustentabilidade Emergética || Emergia produzida por unidade de carga ambiental || ESI= EYR/ELR
(ver Fig.1) || 

| Termo                                              | Definição | Abreviação                                                                       | Unidades                          |
| -------------------------------------------------- | --- | -------------------------------------------------------------------------------- | --------------------------------- |
| Propriedades extensivas                            | |                                                                                  |                                   |
| Emergia                                            | Quantidade de energia disponível de um tipo (normalmente energia solar) que aplica, direta ou indiretamente, para gerar um determinado fluxo ou reserva de material e/ou energia. | Em                                                                               | seJ (Joules equivalentes solares) |
| Fluxo de emergia                                   | Qualquer fluxo de emergia associada com energia ou materiais que se introduzem em um sistema ou processo.                                                                         | R=fluxos renováveis; N= Fluxos não-renováveis; F= fluxos importados; S= serviços | seJ*tempo−1                       |
| Produto emergético bruto                           | Total de emergia utilizada anualmente por uma economia nacional ou regional | GEP                                                                              | seJ*ano−1                         |
| Propriedades intensivas relacionadas com o produto | |                                                                                  |                                   |
| Transformidade                                     | Emergia adicionada por unidade de energia útil gerada por um processo | Τr                                                                               | seJ*J−1                           |
| Emergia especifica                                 | Emergia adicionada por unidade de matéria seca gerada em um determinado processo                                                                                                  | SpEm                                                                             | seJ*g−1                           |
| Intensidade emergética da moeda                    | Emergia adicionada por unidade de PIB gerado em um país, região ou processo | EIC                                                                              | seJ*unidade monetária−1           |
| Propriedades intensivas relacionadas com o espaço  | |                                                                                  |                                   |
| Densidade emergética                               | Emergia contida em uma unidade de volume de um determinado material | EmD                                                                              | seJ*volume−3                      |
| Propriedades intensivas relacionadas com o tempo   | |                                                                                  |                                   |
| Potência emergética                                | Fluxo de emergia (liberada, utilizada) por unidade de tempo | EmP                                                                              | seJ*tempo−1                       |
| Intensidade da Potência emergética                 | Potencia energética em uma determinada superfície (emergia liberada por unidade de tempo e área)                                                                                  | EmPI                                                                             | seJ*tempo−1*area−1                |
| Densidade da Potência emergética                   | Emergia liberada por unidade de superfície (por exemplo, uma central energética ou um motor)                                                                                      | EmPd                                                                             | seJ*tempo−1*volume−3              |
| Seleção de indicadores de comportamento            | |                                                                                  |                                   |
| Emergia utilizada                                  | Emergia total adicionada em um processo (medida da pegada ecológica de um processo)                                                                                               | U= N+R+F+S (ver Fig.1)                                                           | seJ                               |
| Índice de Apropiação de Emergia                    | Emergia total utilizada por unidade de emergia adicionada | EYR= U/(F+S) (ver Fig.1)                                                         |                                   |
| Índice de Carga Ambiental                          | Emergia total de origem não-renovável e importada utilizada por unidade de recursos locais renováveis                                                                             | ELR= (N+F+S)/R (ver Fig.1)                                                       |                                   |
| Renovabilidade                                     | Porcentagem do total de emergia utilizada de origem renovável. | %REN= R/U (ver Fig.1)                                                            |                                   |
| Índice de Importação Emergética                    | Necessidade de importação em emergia para exportar uma unidade de recurso local (renovável e não-renovável).                                                                      | EIR= (F+S)/(R+N) (ver Fig.1)                                                     |                                   |

## Método de contabilidade emergética
(para ter uma perspectiva mais completa dos métodos de contabilidade emergética ver Environmental Accounting:  Emegy and environmental decision making, by H.T. Odum)
A contabilidade emergética usa a base termodinâmica de todas as formas de energia, recursos e serviços humanos, e converte-los em equivalentes de uma forma de energia, geralmente emergia solar. Para avaliar um sistema, em primeiro lugar, se desenha um diagrama de sistema para organizar a avaliação e ter em conta todas as entradas e saídas. A partir do diagrama se constrói uma tabela com os fluxos reais de recursos, trabalho e energia que posteriormente se coloca em termos emergéticos. A etapa final da avaliação emergética envolve a interpretação dos resultados quantitativos. Em alguns casos, a avaliação é feita para determinar como se ajusta uma determinada proposta econômica com o meio ambiente. Em outros casos, se comparam diferentes alternativas, ou se tenta encontrar o modo de uso de um determinado recurso que permite maximizar a viabilidade econômica do uso (na Tabela 4 estão listadas algumas das muitas avaliações publicadas sobre a emergia dos sistemas e processos).
As avaliações emergéticas podem ser tanto sintéticas quanto analíticas. A síntese é o ato de combinar os elementos em conjuntos coerentes para a compreensão da totalidade dos sistemas, enquanto a análise é o esvaziamento ou rompimento de sistemas para entender o conjunto por meio das partes. No método de avaliação emergética, às vezes chamada de Síntese Emergética, primeiro se considera o conjunto do através da diagramação, então se analisa os fluxos de energia, recursos e informações que orientam o sistema. Ao avaliar os sistemas complexos, utilizando métodos de avaliação emergética, os principais fatores de produção da economia humana se integram aqueles que provêem “gratuitamente” do mio ambiente com o objetivo de analisar questões de políticas publicas e gestão ambiental.

### 1. Diagrama Sistêmico

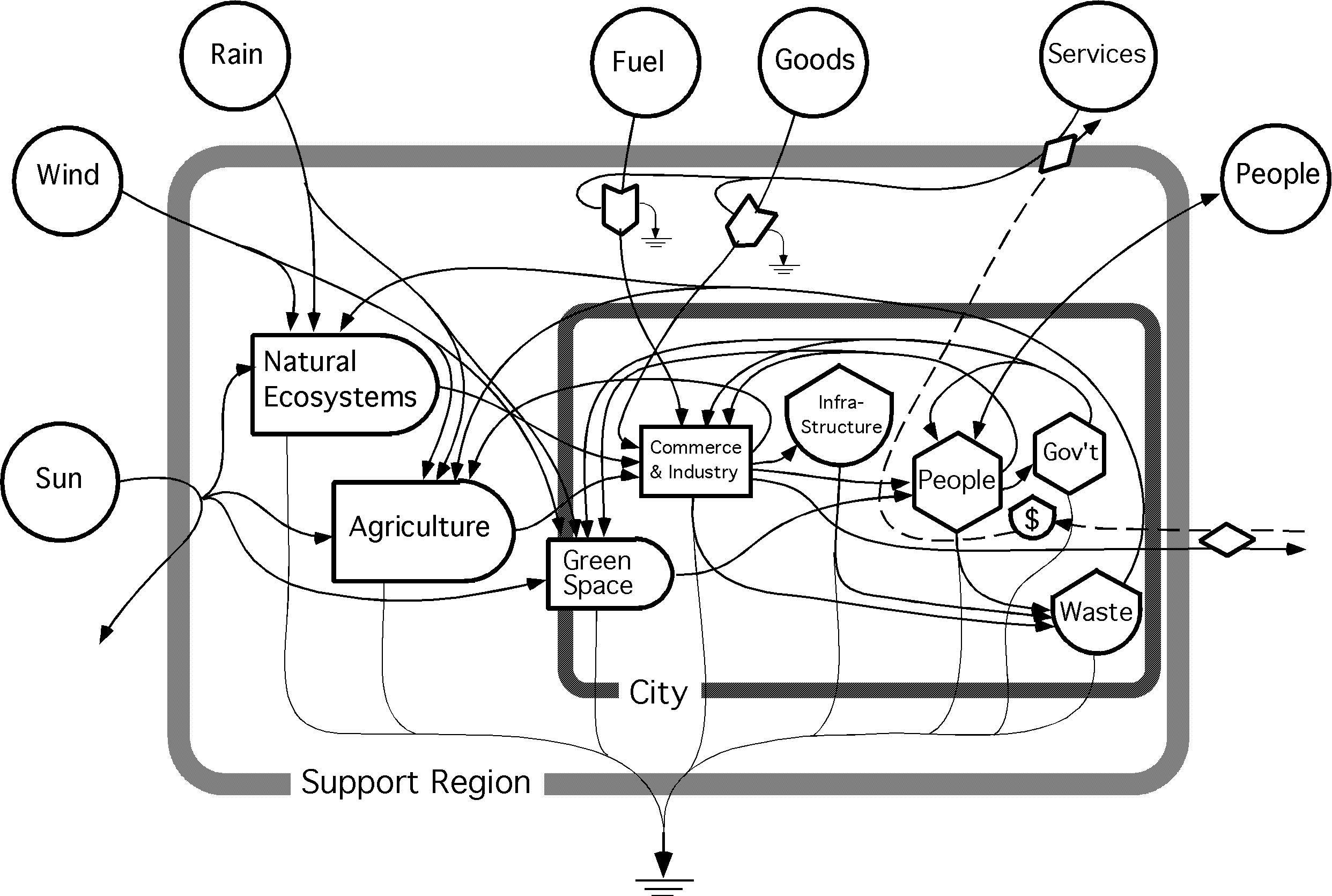
Diagrama energético de uma cidade em seu contexto regional

Os diagramas sistêmicos são utilizados para mostrar de modo explicito os fluxos de entrada de um sistema que são avaliados e somados para obter a emergia de produto ou armazenamento. A finalidade do diagrama sistêmico é o desenvolvimento de um inventário crítico dos processos, fluxos e estoques, que são importantes "drivers" do sistema (todos os fluxos de entrada nos limites do sistema) e são, portanto, necessários para a avaliação. Na Figura 1 está mostrado um diagrama simples de um sistema urbano e sua área regional (no site EmergySystems.org podem ser encontrados muitos exemplos de diagramas).

### 2. Preparação da tabela de avaliação emergética
A tabela (veja o exemplo abaixo) dos fluxos reais de recursos, trabalho e energia são construídos a partir do diagrama. Os dados dos fluxos, que atravessam os limites do sistema, são convertidos em unidades de emergia, e depois somados para obter o apoio de emergia total do sistema. Os fluxos de energia por unidade de tempo (geralmente por ano) são apresentados na tabela como elementos separados. As tabelas são geralmente construídas com o mesmo formato, com os títulos das colunas e o formato como mostrado abaixo:
| Número | Item(nome)      | Dados(fluxo/tempo) | Unidades     | UEV (seJ/unidade) | Emergia Solar (seJ/tempo)           |
| ------ | --------------- | ------------------ | ------------ | ----------------- | ----------------------------------- |
| 1.     | Primeiro item   | xxx.x              | J/yr         | xxx.x             | Em1                                 |
| 2.     | Segundo item    | xxx.x              | g/yr         | xxx.x             | Em2                                 |
| --     |                 |                    |              |                   |                                     |
| n.     | nonagésimo item | xxx.x              | J/yr         | xxx.x             | Emn                                 |
| O.     | Produto         | xxx.x              | J/yr ou g/yr | xxx.x             | {\displaystyle \sum _{n}^{1}Em_{i}} |
Coluna #1 é o numero da linha do elemento avaliado
raw que normalmente é também o numero da nota encontrada abaixo da tabela onde se mostra os dados primários e os cálculos para avaliar os elementos.
Coluna # 2 é o nome do item, que também é mostrado no diagrama agregado.
Coluna # 3 é o dado primário em joules, gramas, dólares ou outras unidades.
Coluna # 4 mostra as unidades de cada item de dados primários.
Coluna # 5 é o valor de emergético unitário, expresso em joules de emergia solar por unidade Às vezes, as entradas são
 expressas em gramas, horas, ou em dólares, portanto, uma UEV adequada é usada (sej/hr; sej/g; sej/$).
Coluna # 6 é a emergia solar de um determinado fluxo, calculado como o produto do valor do elemento avaliado por UEV (Coluna 3 pela
Coluna 5).
Todos os quadros são acompanhados por notas de rodapé numeradas que mostra citações de dados e cálculos.

### 3. Cálculo dos valores emergéticos unitários
Uma vez convertido todos os elementos do sistema em termos de emergia, se calcula o valor emergético unitário para cada produto ou processo. A saída (linha de "O" na tabela de exemplo acima) é avaliada primeiro em termos de energia ou massa. Então, a entrada de emergia correspondente aos elementos é somada e o valor emergético é calculado dividindo-se a emergia total pelas unidades de saída. Os valores unitários que resultam de cada avaliação são úteis para gerar outras avaliações.

### 4. Indicadores de desempenho

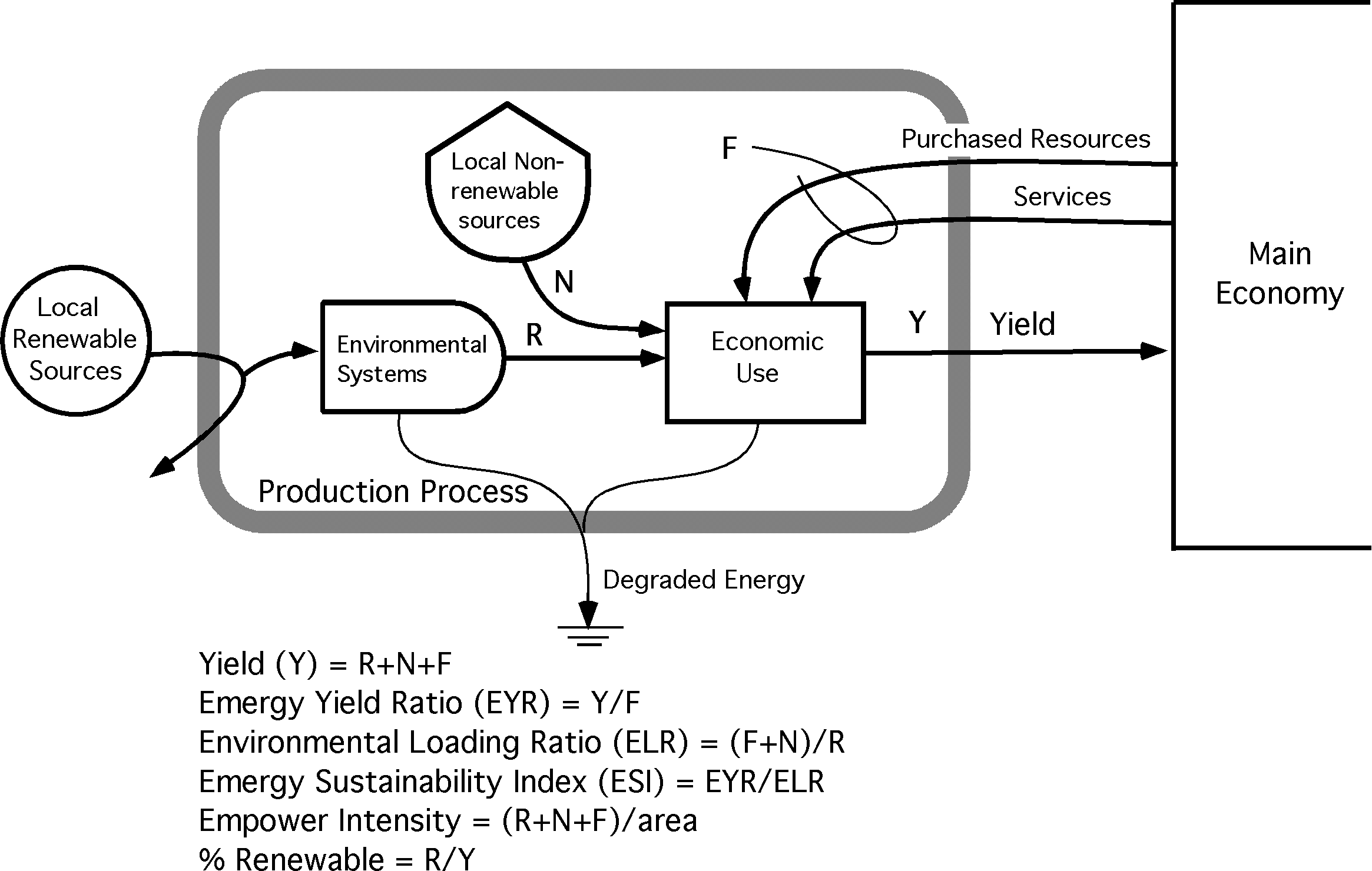
Diagrama de fluxo utilizado em indicadores de comportamento

O diagrama sistêmico da Figura 2 mostra as contribuições não-renováveis (N) como uma reserva material de emergia, as entradas renováveis do meio ambiente (R), e as entradas de bens e serviços adquiridos pela economia (F). As entradas de bens e serviços adquiridos são necessárias para que o processo tenha lugar e incluem serviços humanos e materiais e energia não-renováveis comprados em qualquer lugar (combustíveis, minerais, energia, maquinaria, fertilizantes, etc.). Existem vários indicadores e índices, como se mostra a Figura 2, que são usados para avaliar o comportamento global do processo ou sistema, tal como se segue:
Razão de saldo emergético (EYR). Emergia total usada por unidade de emergia investida. O índice é uma medida que serve para entender em que medida um investimento permite a um processo exportar recursos locais, a fim de contribuir ainda mais para a economia.
Taxa de carga ambiental (ELR). Emergia total de origem não-renovável e importada usada por unidade de recursos locais renováveis. É um indicador da pressão do processo de transformação sobre o ambiente e pode ser considerada uma medida do stress do ecossistema devido a uma atividade de transformação.
Índice de Sustentabilidade Emergética (ESI). A relação entre saldo emergético e a taxa de carga ambiental. Ele mede a contribuição de um recurso ou processo para a economia, por unidade de carga ambiental.
Intensidade de potencia emergética pó unidade de superfície. È a relação do total de emergia utilizada na economia de uma região ou nação por a área total da mesma. A densidade emergética renovável e não-renovável é calculada dividindo o total de emergia renovável ou não-renovável pela área.
Várias outras relações às vezes são calculadas em função do tipo e dimensão sistemas que estão sendo avaliados.
Renovabilidade emergética (%Ren). A relação de emergia renovável e o uso total de emergia. Em longo prazo, apenas processos com alta Ren% são sustentáveis.
Preço emergético. O preço emergético de um determinado bem ou serviço é a emergia um recebe pelo dinheiro gasto. Suas unidades são sej / unidade monetária.
Razão de intercâmbio de emergia (EER). A razão de intercâmbio de emergia em um comércio ou compra (o que é recebido em relação ao que se é dado). A relação se expressa levando em conta ambos os lados do comércio e é uma medida da vantagem relativa de uma parte sobre a outra.
Emergia per capita. A proporção de uso de emergia total na economia de uma região ou nação em relação à população total. A emergia per capita pode ser utilizada como uma do potencial médio de vida da população.

## Usos da metodologia emergética
Em reconhecimento da importância da energia para o crescimento e a dinâmica de todos sistemas complexos resultou em uma maior ênfase sobre os métodos de avaliação ambiental que pode explicar e interpretar os efeitos do fluxo material e os fluxos de energia, em todas as escalas de sistemas humanidade e da natureza. A tabela a seguir lista algumas áreas gerais em que a metodologia emergética foi empregada.
| Emergia e ecossistemas A auto-organização (Odum, 1986; Odum, 1988) Ecossistemas Aquáticos e marinhos (Odum et al., 1978a; Odum and Arding, 1991; Brandt-Williams, 1999) Pirâmides tróficas (Odum et al. 1999; Brown and Bardi, 2001) Saúde dos ecossistemas (Brown and Ulgiati, 2004) Os ecossistemas florestais (Doherty et al., 1995; Lu et al. 2006) Complexidade (Odum, 1987a; Odum, 1994; Brown and Cohen, 2008) Biodiversidade (Brown et al. 2006) |
| Emergia e Informação Diversidade e informação (Keitt, 1991; Odum, 1996, Jorgensen et al., 2004) Cultura, Educação, Universidade (Odum and Odum, 1980; Odum et al., 1995; Odum et al., 1978b) |
| Emergia e Agricultura A produção de alimentos, agricultura (Odum, 1984; Ulgiati et al. 1993; Martin et al. 2006; Cuadra and Rydberg, 2006; de Barros et al. 2009; Cavalett and Ortega, 2009) Pecuária (Rótolo et al.2007) Agricultura e Sociedade (Rydberg and Haden, 2006; Cuadra and Björklund, 2007; Lu, and Campbell, 2009) Erosão do solo (Lefroy and Rydberg, 2003; Cohen et al. 2006) |
| Emergia e fontes de energia e as transportadoras Combustíveis fósseis (Odum et a.l 1976; Brown et al., 1993; Odum, 1996; Bargigli et al., 2004; Bastianoni et al. 2005; Bastianoni et al. 2009) Eletricidade renovável e não-renovável (Odum et al. 1983; Brown and Ulgiati, 2001; Ulgiati and Brown, 2001; Peng et al. 2008; Silva et al. 2010) Represas hidrelétricas (Brown and McClanahan, 1992) Biocombustíveis (Odum, 1980a; Odum and Odum, 1984; Carraretto et al., 2004; Dong et al. 2008; Felix and Tilley, 2009; Franzese et al., 2009) Hidrogênio (Barbir, 1992) |
| Emergia e Economia Análises nacionais e internacionais (Odum, 1987b; Brown, 2003; Cialani et al. 2003; Ferreyra and Brown. 2007; Lomas et al., 2008; Jiang et al.,2008) Comércio (Odum, 1984a; Brown, 2003) Contabilidade Ambiental (Odum, 1996) Políticas de desenvolvimento (Odum, 1980b) Sustentabilidade (Odum, 1973; Odum, 1976a; Brown and Ulgiati, 1999; Odum and Odum, 2002; Brown et al. 2009) Turismo (Lei and Wang, 2008; Vassallo et al., 2009) |
| Emergia e cidades Organização espacial e desenvolvimento urbano (Odum et al., 1995b; Huang, 1998; Huang and Chen, 2005; Ascione, et. al 2009) Metabolismo urbano (Huang et al.,2006; Zhang et al., 2009) Modos de transporte (Federici, et al. 2003; Federici et al., 2008; Federici et al., 2009; Almeida et al., 2010 ) |
| Emergia e paisagens Potência emergética especial, indicadores de desenvolvimento de paisagens (Brown and Vivas, 2004; Reiss and Brown, 2007) Emergia em Hidrografia (Kangas, 2002) Bacias Hidrográficas (Agostinho et al., 2010) |
| Emergia e Engenharia ecológica Modelos de restauração (Prado-Jartar and Brown, 1996) Projetos de recuperação (Brown, 2005; Lu et al., 2009 ) Ecossistemas artificiais: as zonas úmidas, lagoa (Odum, 1985) Tratamento de resíduos (Kent et al. 2000; Grönlund, et al. 2004) |
| Emergia, fluxos de materiais e reciclagem Mineração e processamento de minerais (Odum, 1996; Pulselli et al.2008) A produção industrial, ecoDesign (Zhang et al. 2009; Almeida et al., 2009) Padrões de reciclagem em ecossistemas dominados pelo homem (Brown and Buranakarn, 2003) |
| Emergia e termodinâmica Eficiência Emergética e Potência (Odum and Pinkerton, 1955; Odum, 1995) Princípio da Máxima Potência Emergética (Odum, 1975; Odum, 1983; Cai e al., 2004) Paradigma pulsante (Odum, 1982; Odum, W.P. et al., 1995) Princípios termodinâmicos (Giannantoni, 2002, 2003) |
| Emergia e modelagem de sistemas Linguagem energética e modelagem de sistemas (Odum, 1971; Odum, 1972) Sustentabilidade nacional (Brown et al. 2009) Análise de sensibilidade, a incerteza (Laganis and Debeljak, 2006; Ingwersen, 2010) |
| Emergia e política Ferramentas para tomadores de decisão (Giannetti et al., 2006; Almeida, et al. 2007; Giannetti et al., 2010) Conservação e valor econômico (Lu et al.2007) |
| As referências para cada uma dos artigos citados na tabela estão numa lista separada no final do artigo |

## Controvérsias
O conceito de emergia tem gerado muitas controvérsias dentro de muitas comunidades acadêmicas, incluindo a ecologia, a termodinâmica e economia.  A teoria emergética tem sido criticada sob a suposição de que ele promove uma teoria energética oposta a outras teorias do valor. Esta crítica tende a ignorar o fato de que o objetivo da avaliação emergética é fornecer um valor "ecocêntrico” de sistemas, processos e produtos, em oposição aos valores antropocêntricos da economia. Assim, não pretende substituir os valores econômicos, mas tem como objetivo fornecer informações adicionais, a partir de um ponto de vista muito diferente, e tal modo que as políticas públicas podem se beneficiar com a mesma.
Embora a qualidade da energia tenha sido reconhecida em alguns casos, na literatura energética, onde as diferentes formas de energia fóssil são expressas em equivalentes de carvão ou de petróleo, onde alguns pesquisadores ainda expressam eletricidade em equivalentes de petróleo usando eficiências calculadas a partir da primeira lei da termodinâmica, muitos investigadores têm sido relutantes em aceitar as correções da qualidade. A ideia de que uma caloria de luz solar não é equivalente a uma caloria de combustível fóssil ou energia elétrica atingem muitos como um absurdo, já que na primeira lei da termodinâmica a definição para as unidades de energia são medidas de calor (isto é, em Joule's) mechanical equivalent of heat. Outros rejeitam o conceito como sendo inviável, já que desde sua perspectiva, é impossível quantificar a quantidade de luz solar que é necessária para produzir uma quantidade de petróleo. Este último problema resulta de uma preocupação sobre a incerteza desta quantificação. Ao combinar sistemas humanos e natureza e avaliar a contribuição ambiental na economia, os economistas convencionais criticam a metodologia emergética por não levar em conta os valores dos mercados determinados pela disposição de pagar.

## Outras leituras na Web
1.  Web site on emergy at the University of Florida where publications, systems symbols and diagrams, templates, powerpoint lectures, etc can be downloaded:  http://www.emergysystems.org
2. Paper by H.T. Odum describing emergy (1998) https://web.archive.org/web/20100908074308/http://emergysystems.org/emergy.php
3. Environment, Power, and Society for the Twenty-First Century: The Hierarchy of Energy
4. Hall, C. A. S., ed., 1995. Maximum Power. The Ideas and Applications of H.T. Odum. University Press of Colorado, Niwot, 454 pp.
5. Odum H.T. and E.C. Odum , 2001. A Prosperous Way Down: Principles and Policies. University Press of Colorado.